# Acianthera binotii
Acianthera binotii är en orkidéart som först beskrevs av Eduard August von Regel, och fick sitt nu gällande namn av Alec M. Pridgeon och Mark W. Chase. Acianthera binotii ingår i släktet Acianthera och familjen orkidéer. Inga underarter finns listade i Catalogue of Life.

## Bildgalleri

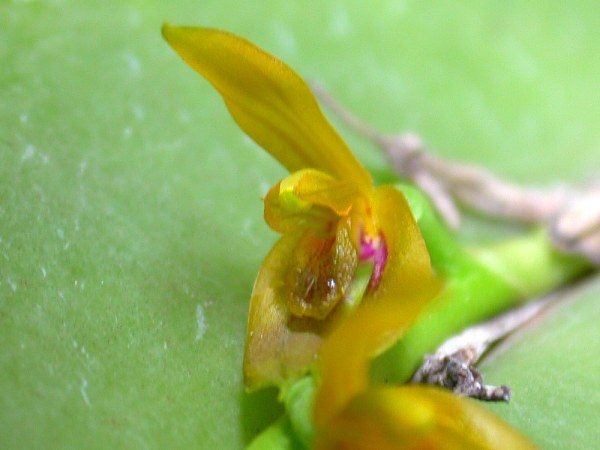
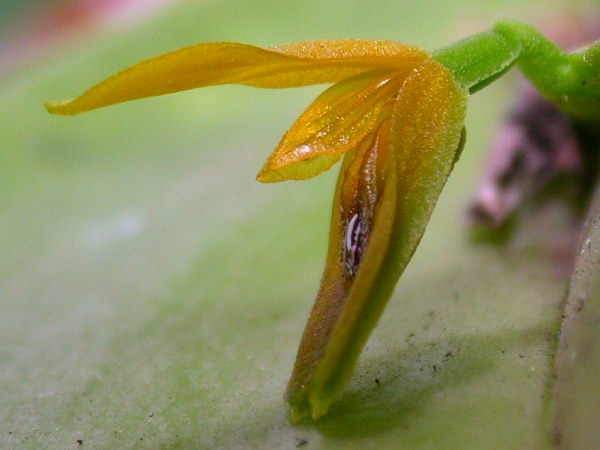
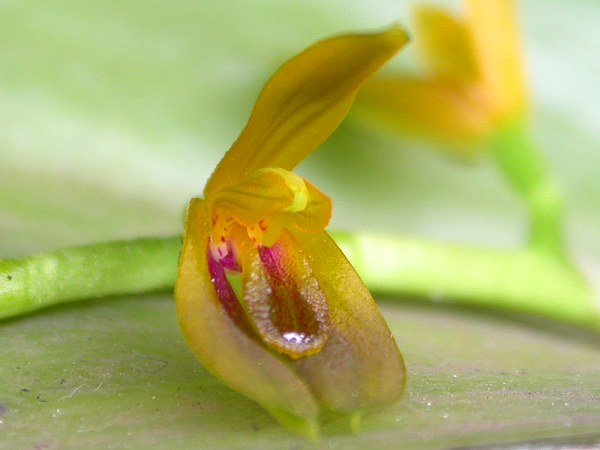
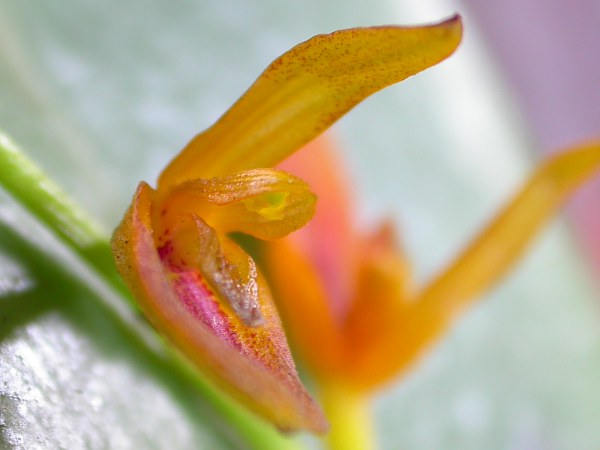
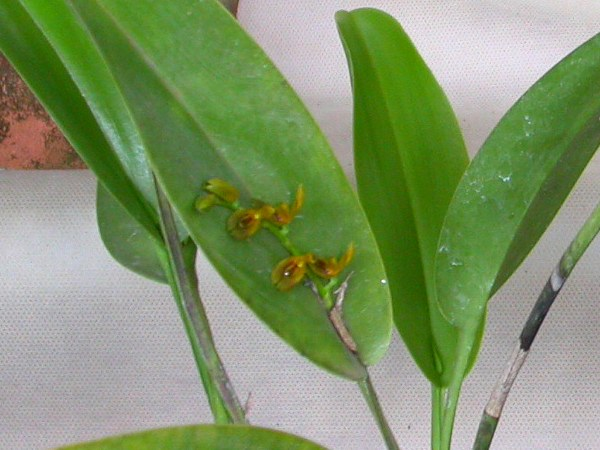
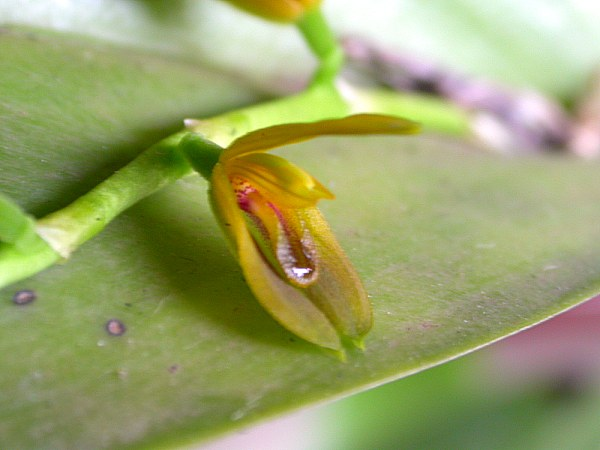